# Kfz-Kennzeichen (Färöer)

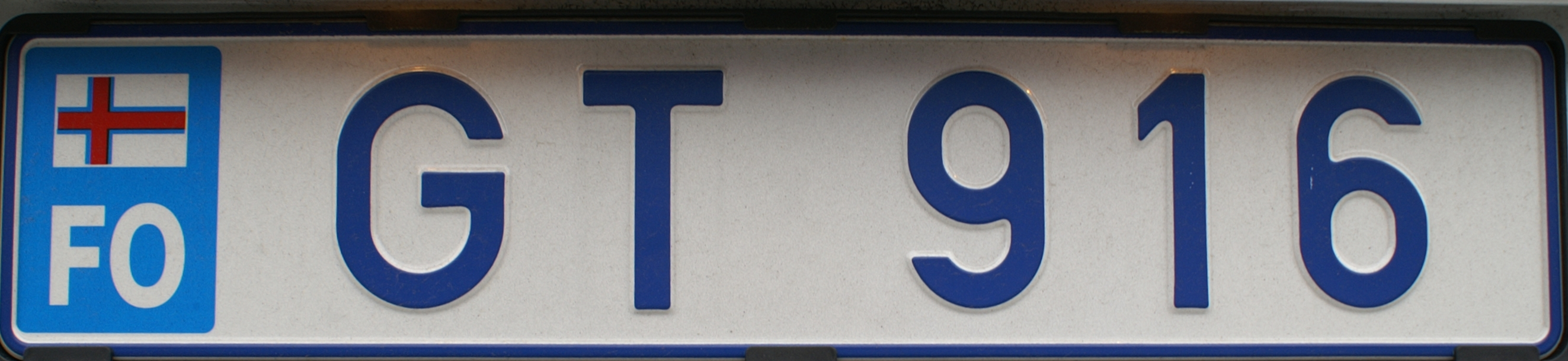
Kfz-Kennzeichen der Färöer

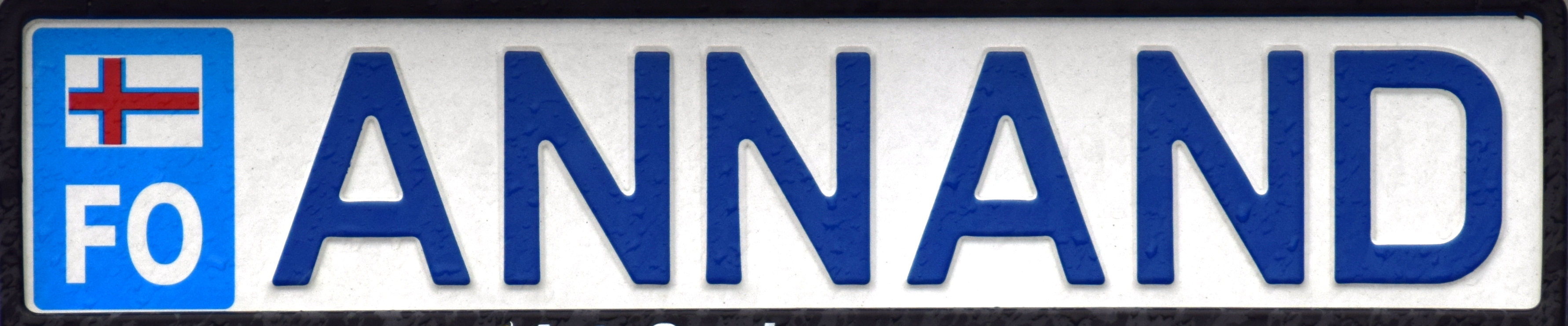
Wunschkennzeichen

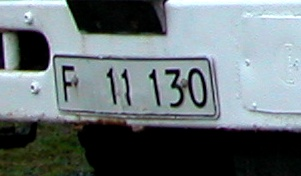
Kennzeichen vor 1996

Die heutigen Kfz-Kennzeichen der Färöer (färöisch nummarspjaldur, plural nummarspjøldur), die 1996 eingeführt wurden, besitzen einen weißen Grund, der blau umrahmt ist. Die Schrift ist dunkelblau.
Das Kennzeichen beginnt in der Regel mit zwei beliebigen Buchstaben, es folgen drei Ziffern (z. B. AB 123). Auf besonderen Wunsch kann es auch Kennzeichen mit individuellen Buchstaben- und Zahlenkombinationen geben.
Am linken Rand befinden sich ein blaues Band mit dem Nationalitätszeichen FO sowie die Nationalflagge Merkið.
Politisch gesehen gehören die Färöer zu Dänemark. Jedoch haben die Inseln im Nordatlantik einen Autonomiestatus und führen deswegen eigene Kfz-Kennzeichen. Im Gegensatz zu Dänemark gehören die Färöer nicht zur Europäischen Union.
Die ersten färöischen Kfz-Kennzeichen wurden ab 1930 ausgegeben. Sie waren schwarz mit einer maximal dreistelligen Ziffernfolge in weißer Schrift, von 1949 bis 1950 mit den Anfangsbuchstaben FØ und ab 1950 mit den Anfangsbuchstaben Fø. 1976 folgten die weißen Kennzeichen mit schwarzer Schrift und dem Anfangsbuchstaben F, gefolgt von einer fünfstelligen Zahlenfolge, bei der die Nummern für Pkw den Zahlenbereich von 60.000 bis 89.999 umfassten. Als 1992 alle diese Kombinationen erschöpft waren, wurde der Zahlenbereich von 50.000 bis 59.999 freigegeben. Die Nummern der Lastwagen waren niedriger (siehe Foto), und Anhänger hatten vierstellige Nummern.
Das alte Nationalitätszeichen (tjóðarmerki) war FR. Es wurde 1996 in FO geändert, um eine Verwechslung mit Frankreich auszuschließen, zumal Frankreich die Top-Level-Domain .fr erhielt.
Im Oktober 2007 wurde auf den Färöern das erste blaue Diplomaten-Nummernschild CD 100 vergeben. Das wurde notwendig, nachdem Island Anfang 2007 ein Generalkonsulat auf den Färöern errichtete und Eiður Guðmundsson erster isländischer Generalkonsul auf den Färöern wurde. Die Konsuln genießen auch auf den Färöern internationalen Diplomatenstatus.